# Gatzara jezoensis
Gatzara jezoensis är en insektsart som först beskrevs av Okamoto 1910.  Gatzara jezoensis ingår i släktet Gatzara och familjen myrlejonsländor. Inga underarter finns listade i Catalogue of Life.